# Călătorie spre centrul Pământului (film din 1977)
Călătorie spre centrul Pământului (titlu original: Viaje al centro de la Tierra) este un film spaniol de animație de aventură din 1977 regizat de Juan Piquer Simón. A fost lansat cinematografic ca Where Time Began în Statele Unite și ca The Fabulous Journey to the Centre of the Earth la televiziunea britanică.

## Distribuție
- Kenneth More - Profesor Otto Lidenbrock
- Pep Munné - Axel (dublat în engleză de Christopher Guard)
- Ivonne Sentis - Glauben (dublat în engleză de Deborah Watling)
- Frank Braña - Hans
- Jack Taylor - Olsen
- Emiliano Redondo - Profesor Kristoff
- Lone Fleming - Molly
- Ricardo Palacios - a train ticket collector
- José María Caffarel - un profesor
- George Rigaud - un profesor (ca Jorge Rigaud)
- Barta Barri - un profesor
- Ángel Álvarez - un profesor